# Parque Pedra da Cebola
O Parque Pedra da Cebola está localizado no município brasileiro de Vitória, entre os bairros Jardim da Penha e Mata da Praia, na zona continental do município (ou zona norte), no estado do Espírito Santo.
O parque possui 100.005 metros quadrados e conta com uma vegetação típica de restinga. A origem do nome vem de uma pedra desenhada pela natureza no formato de uma grande cebola. A pedra é um dos símbolos da capital capixaba.
O Parque Municipal da Pedra da Cebola apresenta uma boa estrutura para atender o público, há uma casa de meditação e um jardim oriental, além de um mirante sobre uma grande parede rochosa, usada pelos adeptos do alpinismo. É possível visitar também o espaço cultural, com programações diversas no decorrer do ano. Apresenta uma grande área plana que sedia eventos e também utilizada para a prática de beisebol e futebol. Há um campo de futebol society onde funcionam escolas de futebol para crianças e adultos, e também ocorrem treinos de Rugby.

## Histórico:

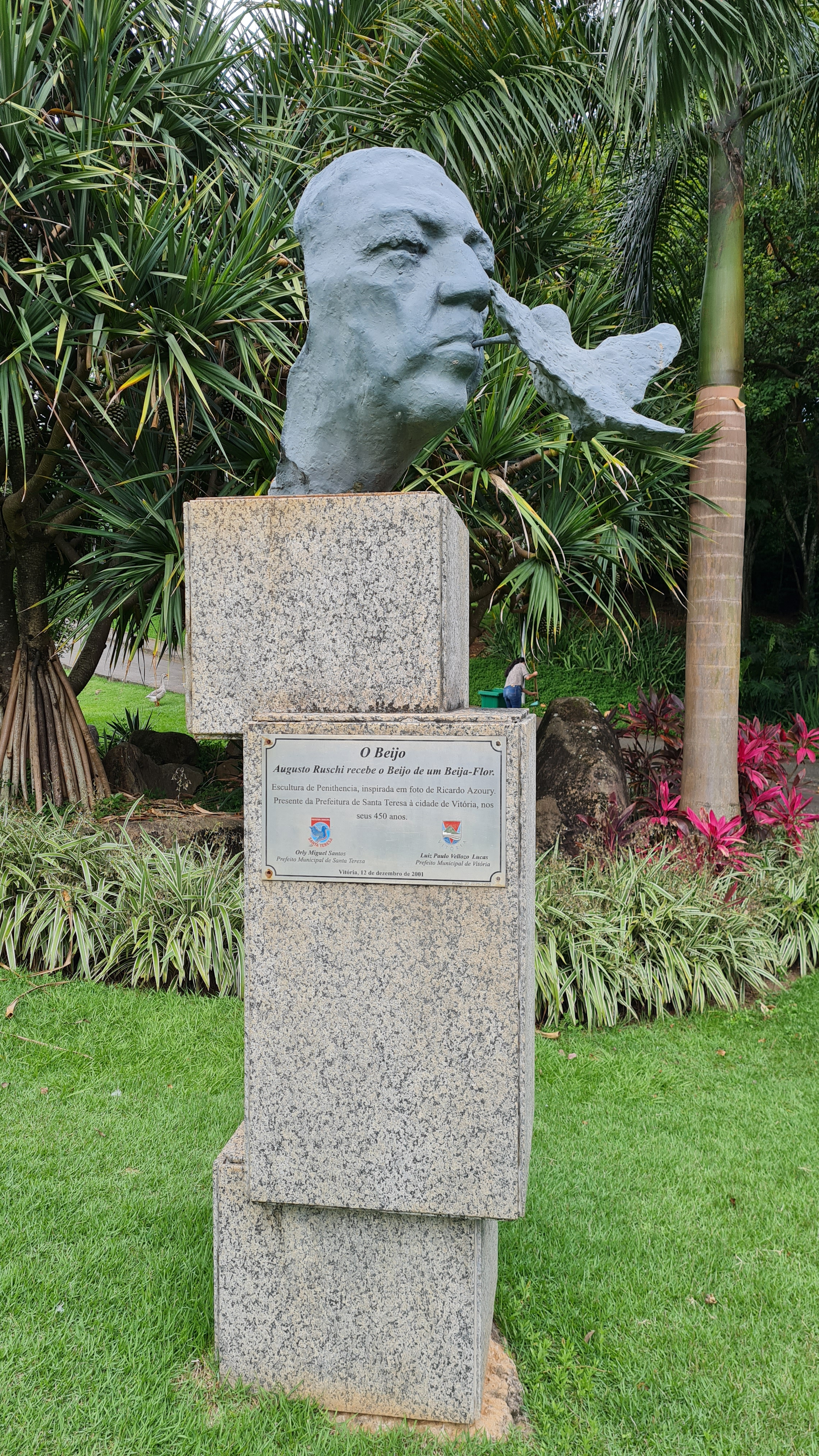
Estátua de Augusto Ruschi presente no parque.

O Parque Municipal Ítalo Batan Régis, conhecido popularmente como Parque Pedra da Cebola, foi inaugurado em 1997 representando um importante avanço na recuperação ambiental em Vitória. A antiga Pedreira de Goiabeiras passou por um processo completo de revitalização, convertendo-se em um dos espaços verdes mais apreciados pelos moradores da cidade.
“Parque Pedra da Cebola” é um nome fantasia, dado por causa da pedra cujos efeitos da ação da natureza a tornaram muito semelhante a uma cebola localizada no meio do parque.
O nome oficial é “Parque Municipal Ítalo Batan Régis”, em homenagem a  Ítalo Batan Régis, o primeiro presidente do centro comunitário da Ilha de Santa Maria que, mesmo sendo cego,  atuava em prol da população do bairro .
Não é permitida a entrada de animais no Parque.